# Verrières, Puy-de-Dôme
Verrières är en kommun i departementet Puy-de-Dôme i regionen Auvergne-Rhône-Alpes i centrala Frankrike. Kommunen ligger i kantonen Champeix som tillhör arrondissementet Issoire. År 2022 hade Verrières 74 invånare.

## Befolkningsutveckling
Antalet invånare i kommunen Verrières
| Referens: INSEE |